# Taimi
Taimi（teɪmi）は、LGBTQI+を含むすべての人々へのニーズに応えるソーシャルネットワーキングのマッチングアプリ。ネットワークは、選択した設定と場所に基づいてインターネットユーザーを照合する。 TaimiはiOS とAndroidの両方で動作する。
モバイルアプリケーションには無料版、それを基に、プレミアムバージョンがある。Taimiはゲイの男性向けのマッチングアプリとしてスタートしたが、同社は過去にLGBTQI+を含めたバージョンの計画を何度か発表した。
Taimiは、米国、オーストラリアシンガポールおよびブラジルを含む14か国で利用できる。

## 歴史
Taimiは、2017年にSocial Impact Inc.によってラスベガスで創立された。いくつかの出版物によると、Taimiの創設者であるアレックス・パシィコブを含む開発者のグループが、Taimiの前身のマッチングアプリに「Tame Me」の名を付けた。
Taimiは米国で設立されたが、アプリケーションは他の地域、特にEUで人気が高まり始めた。 2018年10月31日、Taimiは英国でのリリースを発表した。 
2019年7月20日、Taimiはオランダ、スペイン、 中南米のスペイン語圏でリリースされた。 

## 社会的責任
Taimiの創設者とチームは、 世界で起きている同性愛嫌悪への戦いの意欲を表明した。 アレックス・パシィコブによれば、TaimiはいくつかのNGOと提携して、国が主催する同性愛恐怖症と戦うことを計画している。
一部の研究は、TaimiはLGBTQI+の人々にとって最も安全な出会い系アプリの1つであると述べている。最近、Taimiは、画期的なLGBTI調査を支援するためにUNAIDSおよびLGBT財団と提携した。
同社は、ロサンゼルスプライド、ニューヨークシティプライド、ラスベガスプライドなど、いくつかのプライド行進とパレード活動のパートナーである。Taimiは、LGBTQI+の権利をサポートするためにTrevorプロジェクトとも提携した。

## 操作
いくつかのメディアがバンドワゴンに飛びつき、Taimiをゲイの男性にとって最も安全なマッチングアプリと名付けた。Taimiのセキュリティ機能には、厳選されたユーザープロファイルのモデレート、検証済みラベル、および2要素認証が含まれる。
このアプリケーションは、 Facebookプロファイルの統合とSnapchatアカウントもユーザーに提供する。Taimiには、ダイジェストだけでなく、ビデオ通話やストーリーも用意されている。

### 有料版
Taimi XLは、Taimiのプレミアム有料バージョンである。これは、料金が高すぎると主張するいくつかのユーザーとの間で論争が発生した。有料版では、ユーザーは自分の身元を隠し、無制限のチャットリクエストとロールバックを送信できる。

## 反応
有料版は、アプリの重要な問題の1つである。多くのユーザーがTaimi XLのコストを下げるか、完全になくすように求めている。Taimiはこの機能の削除を拒否し、アプリの基本バージョンは無料であると述べている。全体的にアプリへの反応は好意的である。ただし、ほとんどのレビュアーは、ソーシャルネットワークの部分ではなく、デートの側面に焦点を当てることを選択している。

## 論争
2018年に、TaimiユーザーがHIVの状態に基づいてお互いをブロックできるようにするフィルターに焦点を当てた記事がいくつかのメディアで公開された後、LGBTQI+活動家から否定的な反応があった。Taimiはフィルターを即座に削除し、そのオプションは使用できなくなった。 
Taimiはソーシャルメディアでの論争にも遭遇した。 

## 参照資料
1. ↑  “TAIMI becomes LGBTQI+ network”. Queer News. 2019年8月19日閲覧。
2. ↑  “Taimi: LGBTIQ+ Dating, Chat”. App Store. 2019年9月24日閲覧。
3. ↑  “Taimi — Gay Dating, Chat, Video and Social Network - Apps on Google Play”. play.google.com. 2019年9月19日閲覧。
4. ↑  https://www.pinknews.co.uk/2018/05/04/new-dating-app-taimi-aims-to-build-biggest-and-safest-gay-dating-community/
5. ↑  “TAIMI becomes UKs first LGBT+ inclusive dating and social network app” (2019年8月9日). 2019年9月19日閲覧。
6. ↑  “Taimi: The gay dating app that will alter the world of gay dating in Australia : THE F”. 2019年9月19日閲覧。
7. ↑  “Gay dating app Taimi launches in Singapore”. Gay Star News (2019年5月25日). 2019年9月19日閲覧。
8. ↑  “Taimi, app de namoro para gays, é lançado no Brasil na véspera da Parada LGBT - Apps”. Canaltech (2019年6月22日). 2019年9月19日閲覧。
9. ↑  “Taimi: Changing the rules in the online gay dating world #ad”. The Independent (2019年4月5日). 2019年9月19日閲覧。
10. ↑  “Taimi komt naar Nederland”. MarketingTribune. 2019年9月19日閲覧。
11. ↑  “TAIMI – Gay Dating and Social Network launches in Spain!” (2019年7月30日). 2019年9月19日閲覧。
12. ↑  “La red social gay que protege tu privacidad aterriza en España”. El Español (2019年7月30日). 2019年9月19日閲覧。
13. ↑  “Taimi Celebrates Pride Month With #TaimiPride Awareness Campaign” (2019年7月1日). 2019年9月19日閲覧。
14. ↑  Parry (2019年2月13日). “Most LGBTQ People are Cyberbullied. Here’s How to Stay Safe Online”. 2019年9月19日閲覧。
15. ↑  “New LGBTQ Happiness Survey”. 2019年9月19日閲覧。
16. ↑  “Taimi”. LA Pride Parade & Festival in West Hollywood, CA. 2019年9月19日閲覧。
17. ↑  “Gay Dating App Taimi For People Afraid To Be Outed”. GCN (2018年5月4日). 2019年9月19日閲覧。
18. ↑  [リンク切れ]
19. ↑  “Taimi: A New Gay Male Dating App Focuses On More Than Just Hookups” (2018年6月27日). 2019年9月19日閲覧。
20. ↑  “Taimi XL: What is Taimi XL and how can I subscribe?”. slimfaq.com. 2019年9月19日閲覧。
21. ↑  “Negative Reviews: Taimi: LGBTIQ+ Dating, Chat - by Social Impact Inc. - Social Category - 13,054 Reviews - AppGrooves: Get More Out of Life with iPhone & Android Apps”. AppGrooves. 2019年9月19日閲覧。
22. ↑  “Taimi Review in 2019 | Read Our Scam Report! - RomanceScams.org”. 2019年9月19日閲覧。
23. ↑  “Taimi - A New Gay Dating and Social Network | NewsWatch Review” (2018年12月12日). 2019年9月19日閲覧。
24. ↑  “Taimi | Getting Your Gay Date Easier By Joining The LGBT Dating App”. www.hookupgeek.com. 2019年9月19日閲覧。
25. ↑  Ho (2019年7月3日). “Best Dating Apps in Asia: Dissecting The Lovernet For All You Single Pringles”. 2019年9月19日閲覧。
26. ↑  Gremore (2018年5月4日). “New dating app hopes to "strengthen the LGBT+ community" by letting you block HIV-positive guys”. www.queerty.com. 2019年9月19日閲覧。
27. ↑  “Homosexuals Furious After LGBT Hookup App Allows Users To Block People Who Have HIV From Their Searches” (2018年5月4日). 2019年9月19日閲覧。